# Лонка (приток Куреи)
Лонка — река в России, протекает по Плюсскому району Псковской области. Устье реки находится в 3 км от устья Куреи по левому берегу, у деревни Курея Плюсской волости. Длина реки составляет 18 км.

## Данные водного реестра
По данным государственного водного реестра России относится к Балтийскому бассейновому округу, водохозяйственный участок реки — Нарва. Относится к речному бассейну реки Нарва (российская часть бассейна).
Код объекта в государственном водном реестре — 01030000412102000026819.